# 옥천 두암리 삼층석탑
옥천 두암리 삼층석탑(沃川 斗岩里 三層石塔)은 충청북도 옥천군 이원면 두암리, 두암마을의 민가 옆에 자리하고 있는 삼층석탑이다. 1982년 12월 17일 충청북도의 유형문화재 제120호로 지정되었다.

## 같이 보기
- 삼층석탑

## 참고 자료
- 옥천 두암리 삼층석탑 - 국가유산청 국가유산포털